# Kropka TV
Kropka TV – ogólnopolski magazyn (tygodnik) telewizyjny (program telewizyjny), wydawany przez P&P Sp. z o.o. od 2006 roku do 31 października 2022.
Od 7 listopada 2022 nowym wydawcą magazynu jest spółka Petstar

## Charakter czasopisma
„Kropka TV” to ogólnopolski tygodnik telewizyjny, który ukazuje się od 2006. Zawiera cotygodniowy, ramowy program telewizyjny, szczegółowe opisy najważniejszych filmów i programów, ciekawostki ze świata gwiazd, obszerne relacje z planów seriali i innych produkcji TV, a także duży dział poradniczy z kategorii zdrowie, moda, uroda, prawo i psychologia. Jest dostępny wyłącznie w sieci sklepów Biedronka. 